# Last Orders (film)
Pour plus de détails, voir Fiche technique et Distribution.
Last Orders est un film germano-britannique réalisé par Fred Schepisi, sorti en 2001.

## Synopsis
Ray, Lenny, Vic et Vince se réunissent pour aller disperser les cendres de leur ami Jack Dodds à Margate selon les dernières volontés de celui-ci. Sur la route, des souvenirs de leur amitié de cinquante ans remontent à la surface.

## Fiche technique
- Titre original : Last Orders
- Réalisation : Fred Schepisi
- Scénario : Fred Schepisi, d'après le roman Last Orders de Graham Swift
- Photographie : Brian Tufano
- Montage : Kate Williams
- Musique : Paul Grabowsky
- Décors : Tim Harvey
- Costumes : Jill Taylor
- Production : Elisabeth Robinson et Fred Schepisi
- Société de production : Future Films, MBP, Scala Productions et Winchester Films
- Budget : 12 000 000 $ (estimation)
- Pays d'origine :  Royaume-Uni,  Allemagne
- Langue originale : anglais
- Format : Couleurs - 2,35:1 - Dolby Digital
- Genre : Drame
- Durée : 109 minutes
- Dates de sortie : 
  - Festival international du film de Toronto : 10 septembre 2001
  -  Royaume-Uni : 11 janvier 2002

## Distribution
- Michael Caine : Jack Dodds
- Tom Courtenay : Vic
- David Hemmings : Lenny
- Bob Hoskins : Ray
- Helen Mirren : Amy
- Ray Winstone : Vince
- J. J. Feild : Jack jeune
- Cameron Fitch : Vic jeune
- Nolan Hemmings : Lenny jeune
- Anatol Yusef : Ray jeune
- Kelly Reilly : Amy jeune
- Stephen McCole : Vince jeune
- George Innes : Bernie
- Alex Reid : Pam jeune

## Accueil
Le film a été un échec commercial, rapportant seulement 6 873 000 $ au box-office mondial.
Il recueille 79 % de critiques favorables, avec une note moyenne de 7/10 et sur la base de 89 critiques collectées, sur le site Rotten Tomatoes.
Le film a remporté le NBR Award de la meilleure distribution et a été nommé pour le Satellite Award du meilleur scénario adapté.